# An Young-Su
An Young-Su, född den 20 februari 1964 i Seoul, Sydkorea, är en sydkoreansk boxare som tog OS-silver i welterviktsboxning 1984 i Los Angeles. I finalen slogs han och förlorade mot Mark Breland från USA.